# Лагольм
Лагольм (швед. Laholm) — містечко (tätort, міське поселення) у центральній Швеції в лені Галланд. Адміністративний центр комуни Лагольм.

## Географія
Містечко знаходиться у південній частині лена Галланд за 518 км на південний захід від Стокгольма.

## Історія
Історія міста сягає XIII століття. Лагольм було засновано на родючій землі і він мав стратегічне значення. У ньому проходили щорічні ярмарки. У XIX столітті Лагольм був насамперед містом ремісників. Тепер значну роль в його економіці відіграє торгівля і транспортні послуги.

## Герб міста
Сюжет герба з трьома рибинами походить з печатки міста XIV ст. На його основі затверджено герб міста 1940 року.
Герб: у синьому полі три срібні лососі з червоними плавниками і хвостами, у балку, один над одним.
При затвердженні герба 1940 року рибин було ідентифіковано як лососів. Характеризує місцеві риболовецькі промисли.
Після адміністративно-територіальної реформи, проведеної в Швеції на початку 1970-х років, муніципальні герби стали використовуватися лишень комунами. Цей герб був 1971 року перебраний для нової комуни Лагольм.

## Населення
Населення становить 6 781 мешканців (2018).

## Спорт
У поселенні базується футбольний клуб Лагольм ФК та інші спортивні організації.

## Галерея

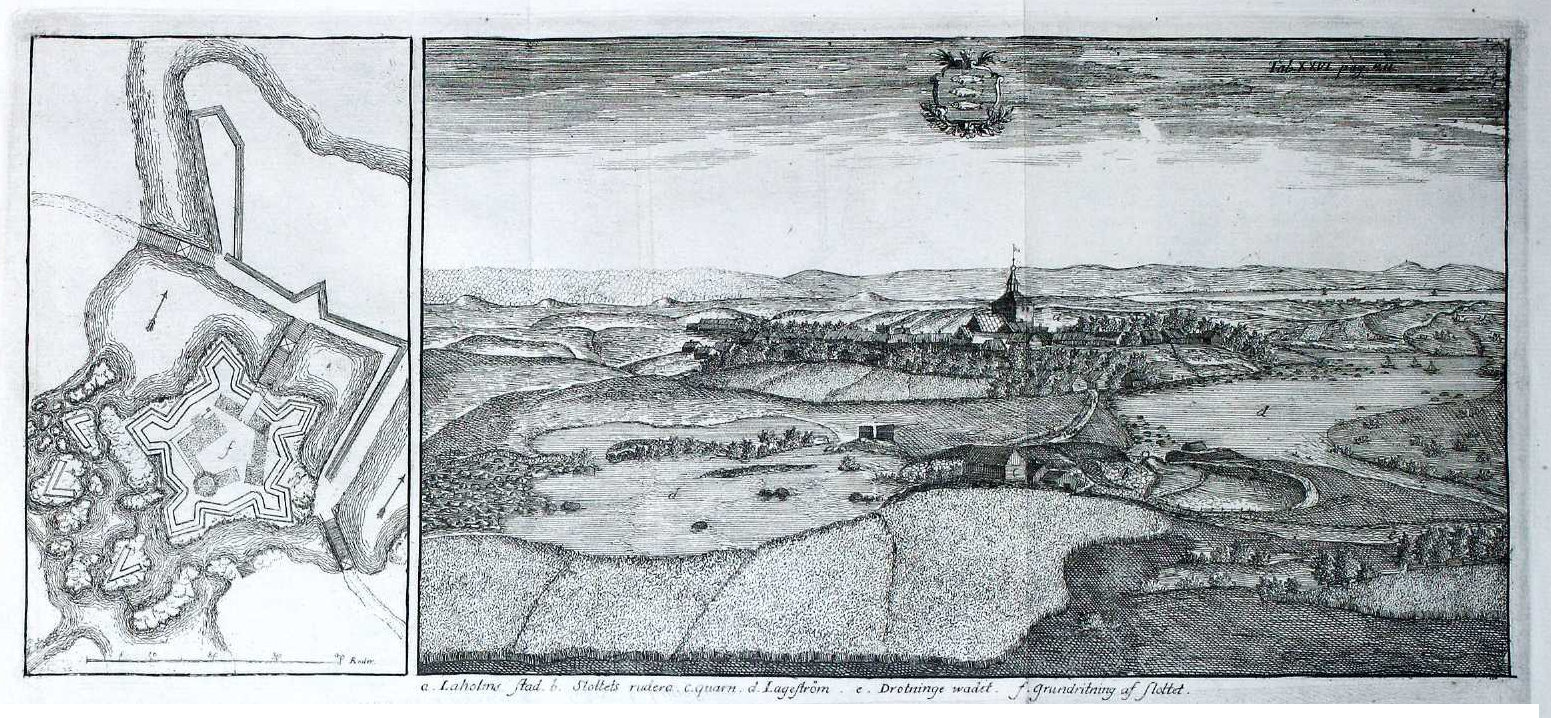
Гравюра з панорамою міста Лагольм (1735 р.)

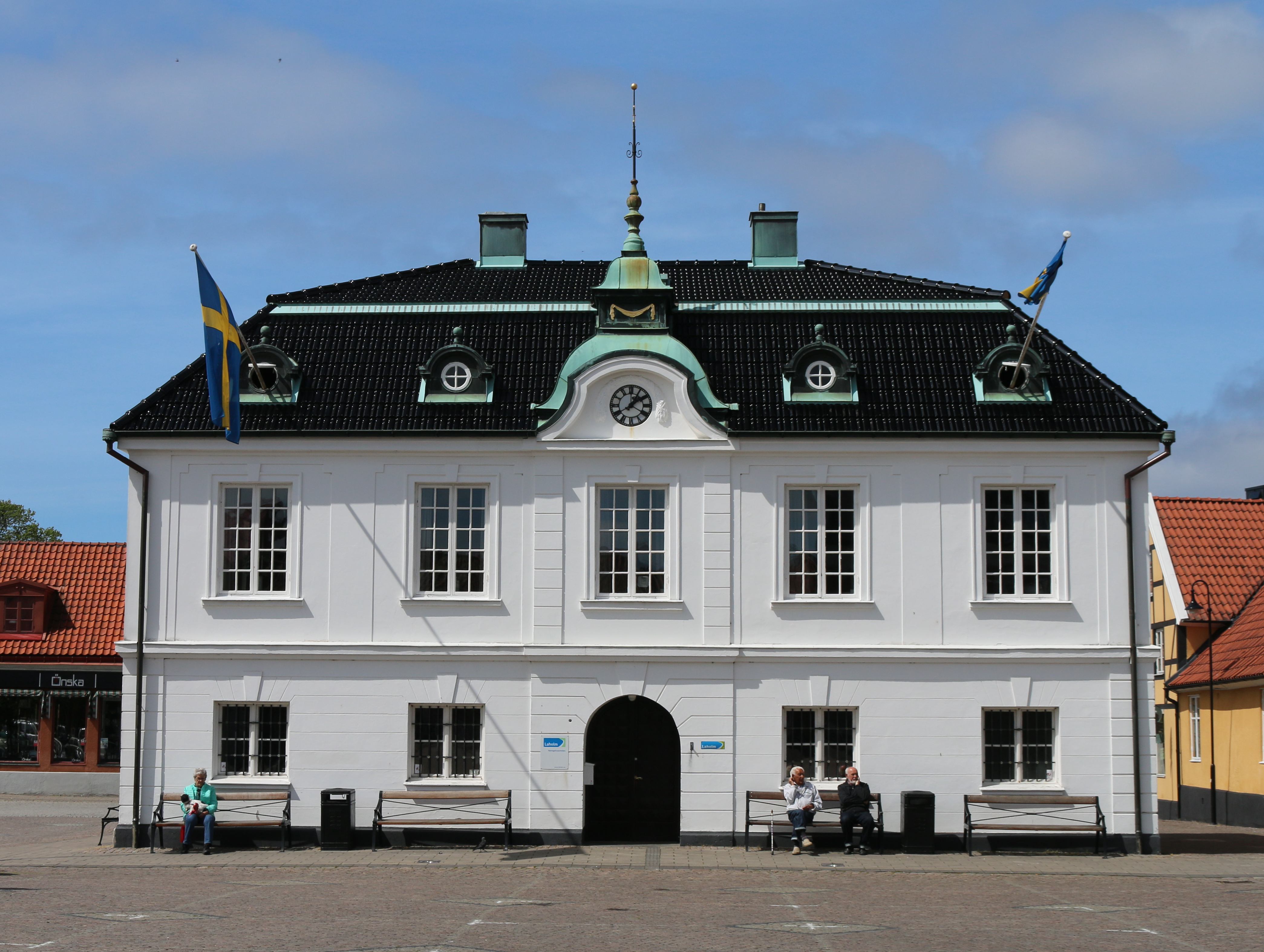
Ратуша
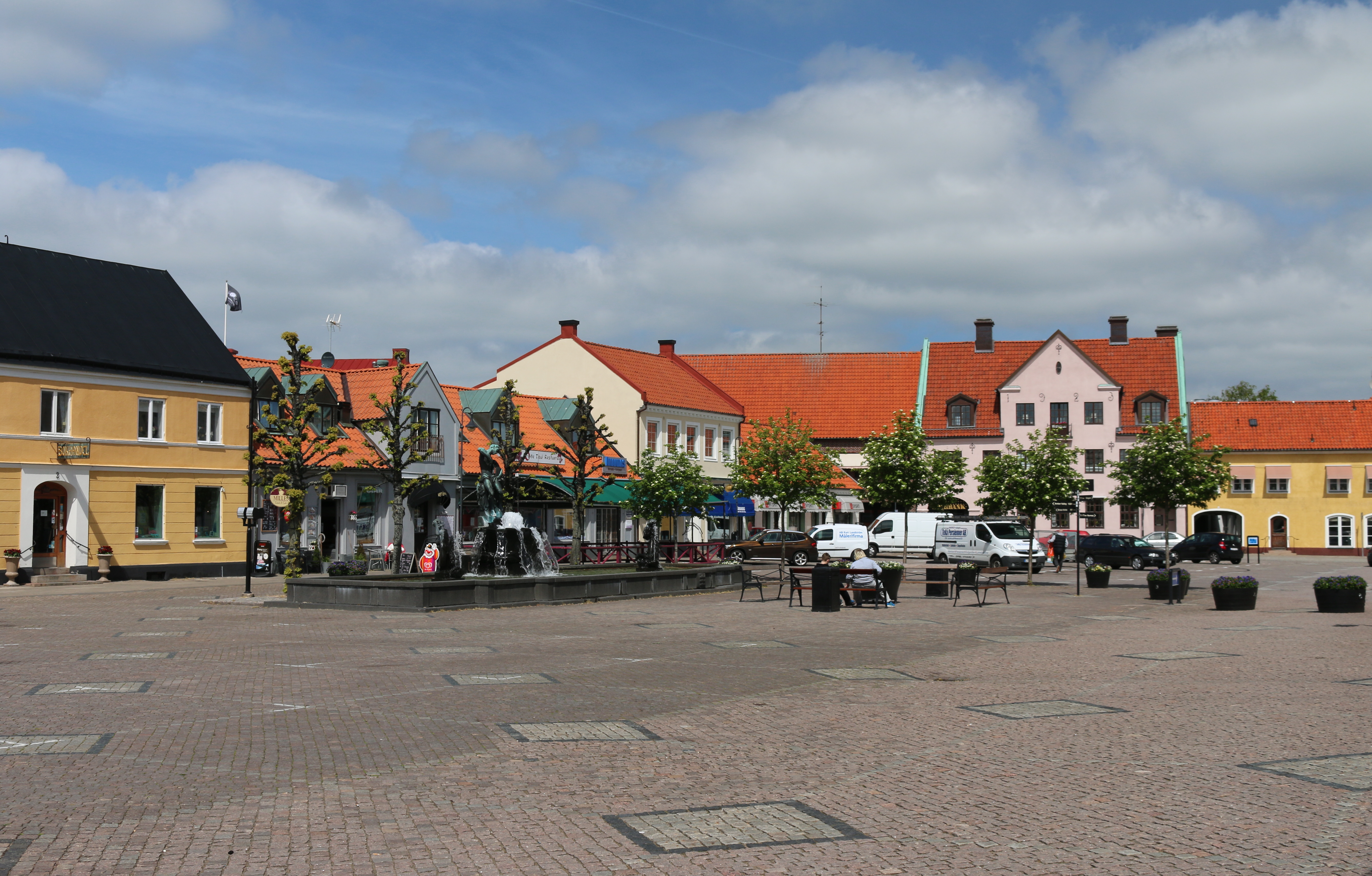
У центрі міста
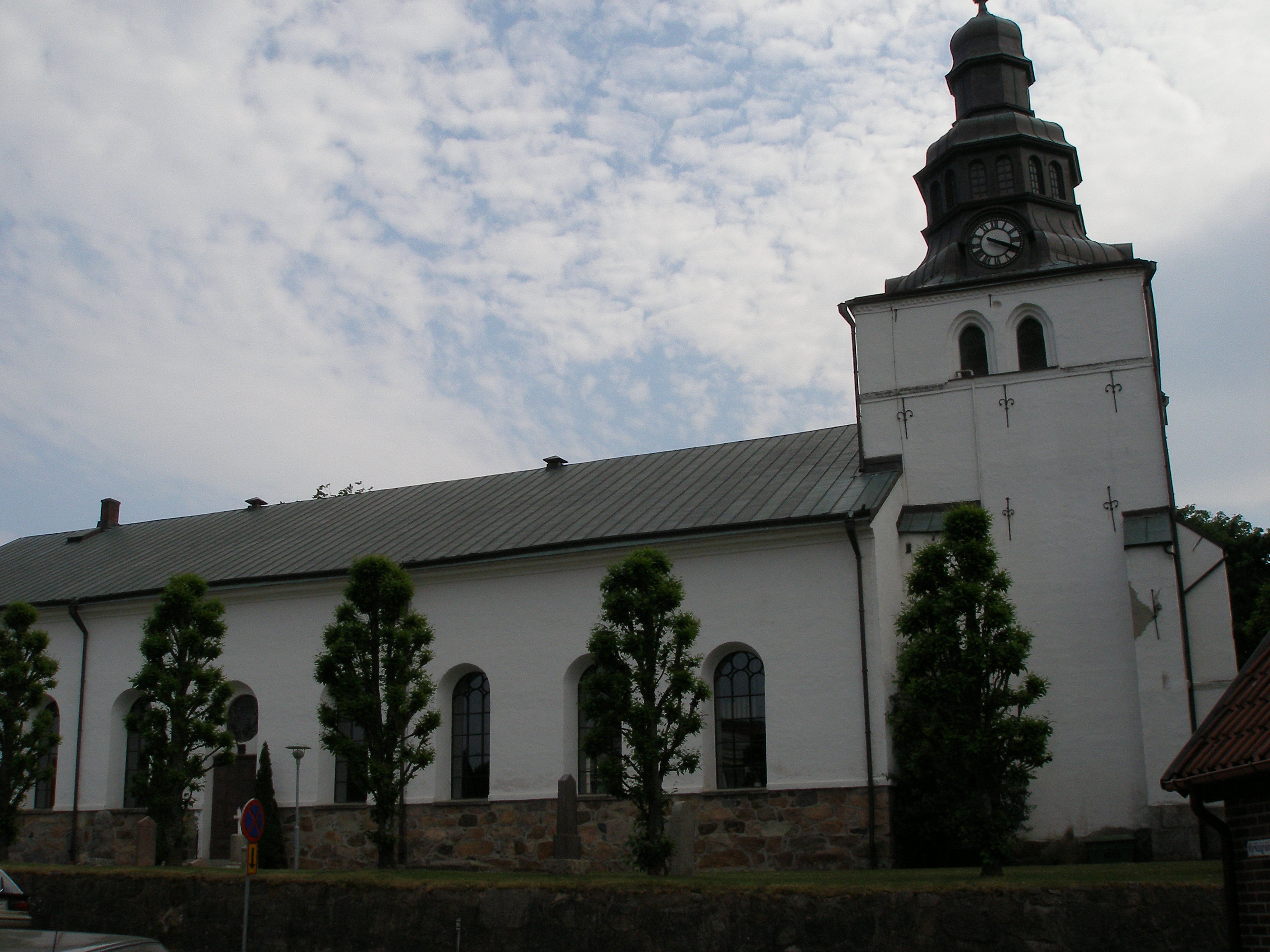
Церква
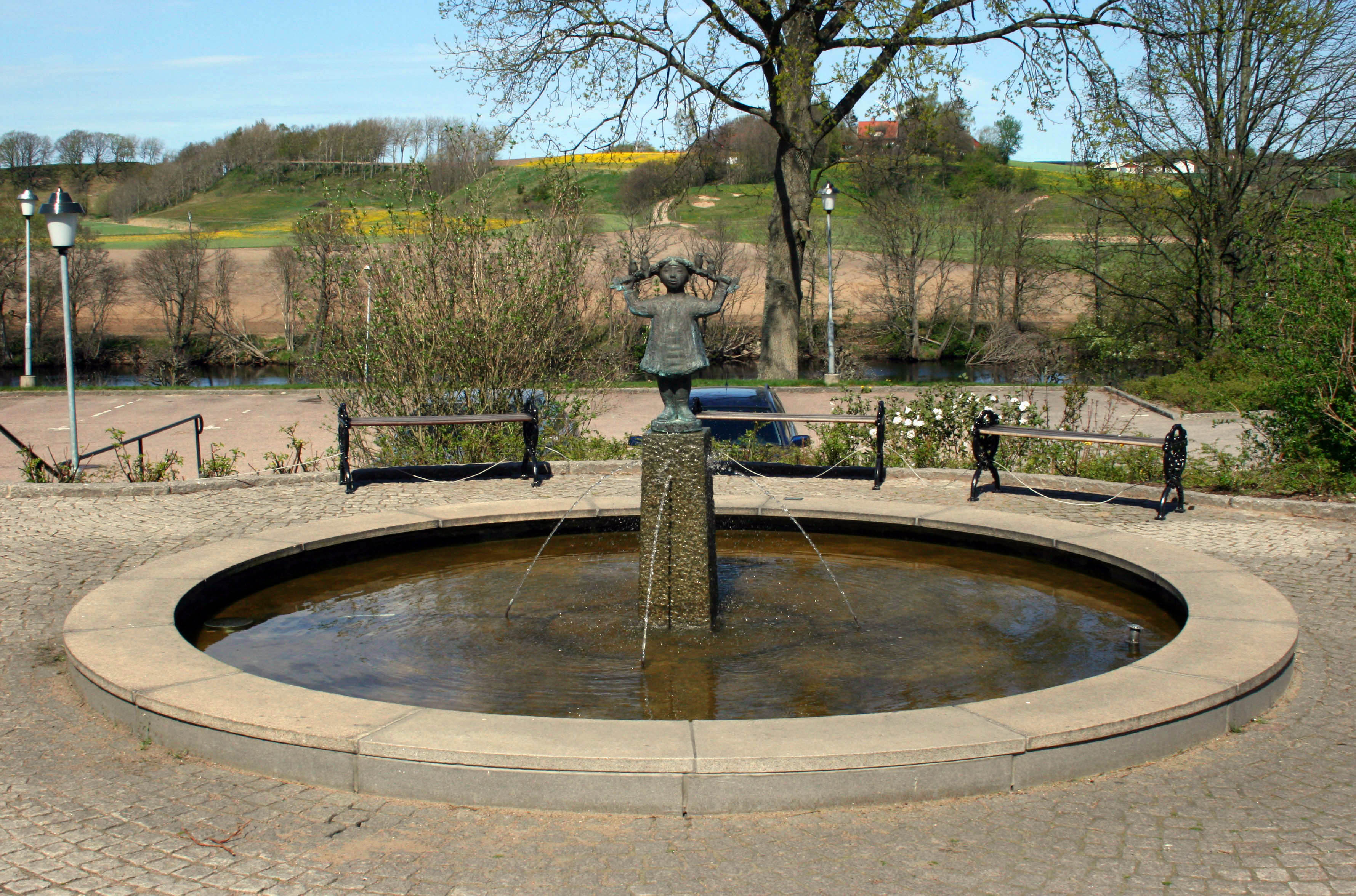
Фонтан
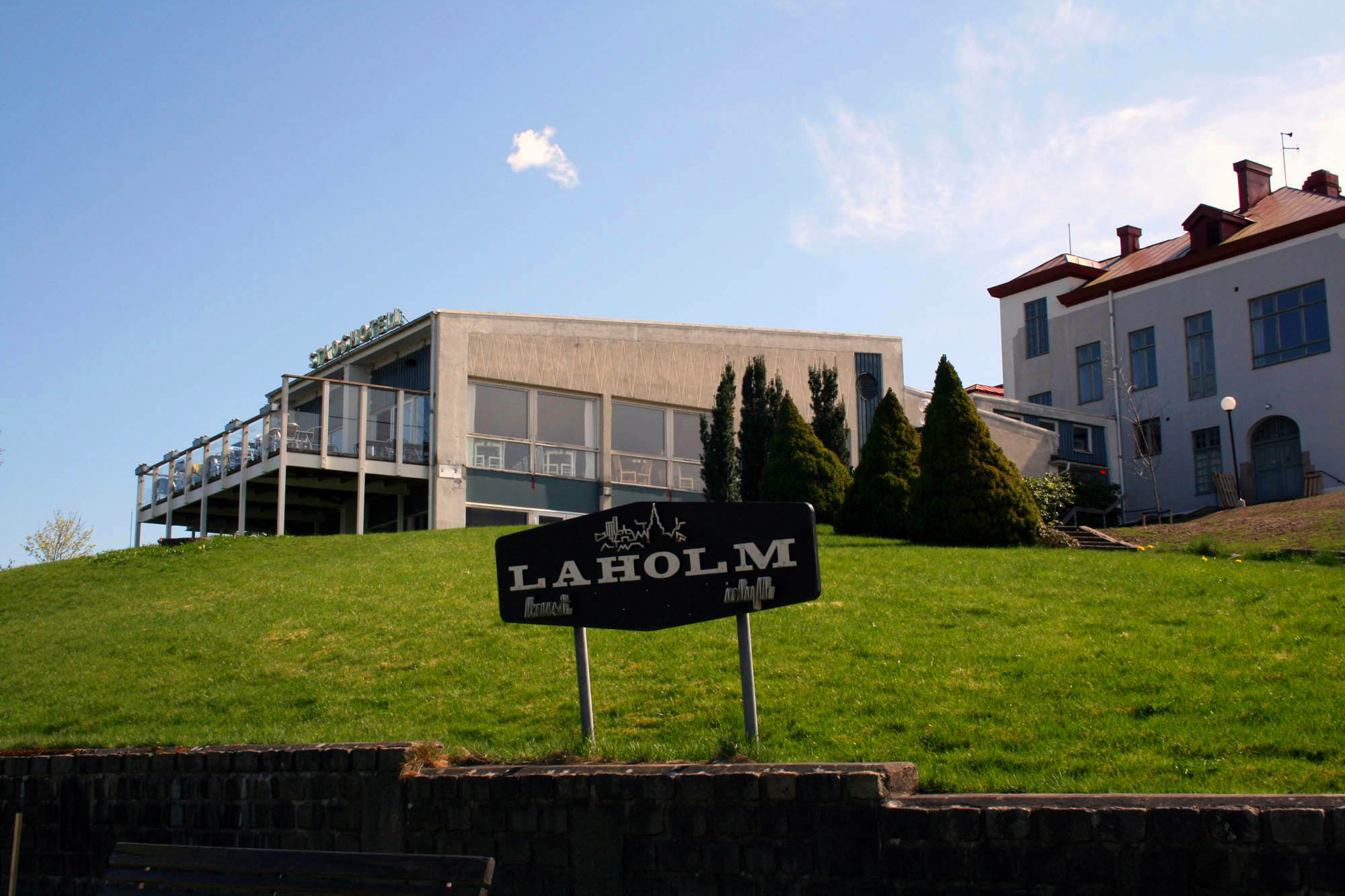
Готель

## Покликання
- Сайт комуни Лагольм [Архівовано 21 березня 2021 у Wayback Machine.]